# 贝特霍尔德·沃尔策

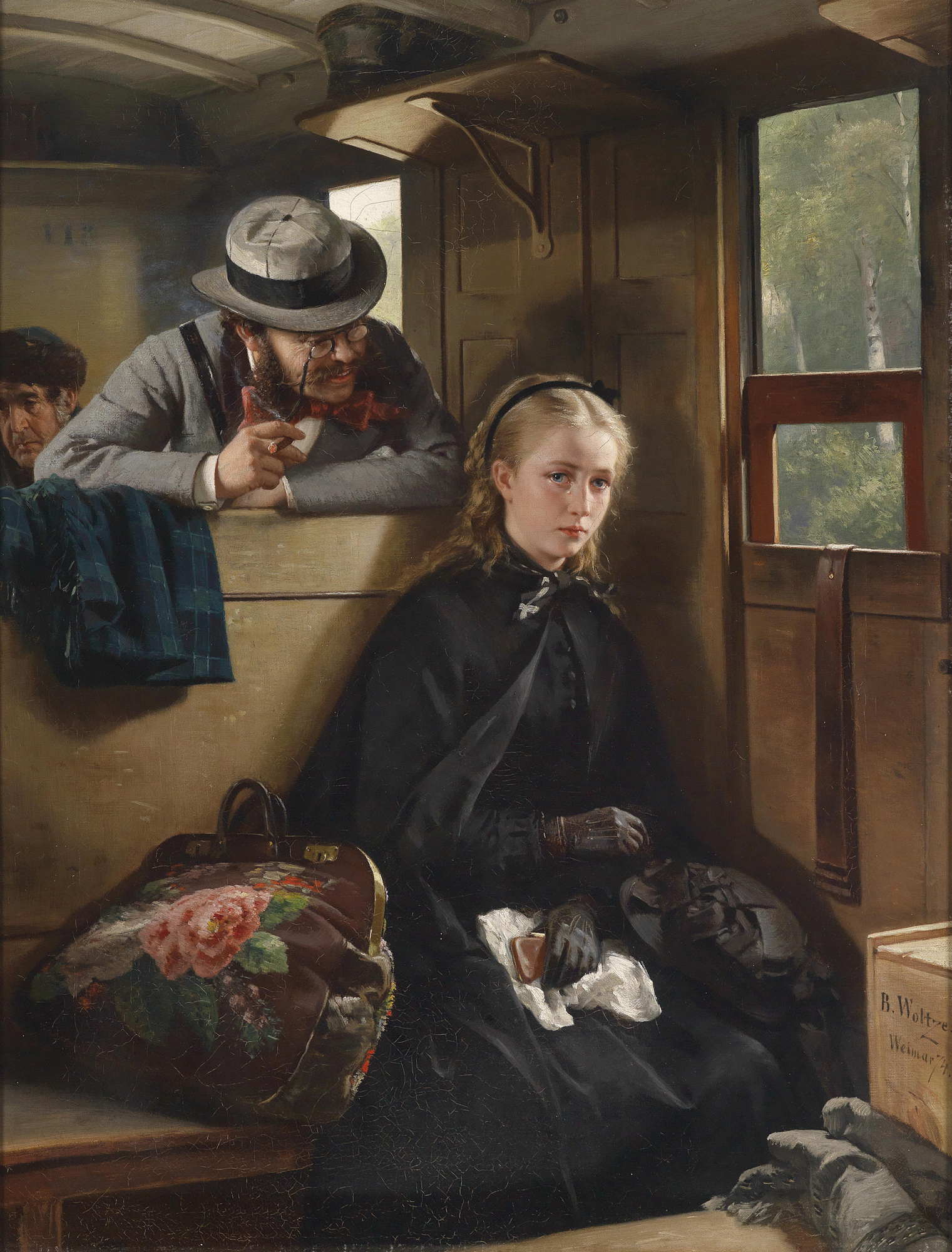
《煩人的紳士》

贝特霍尔德·沃尔策（德語：Berthold Woltze，1829年8月24日—1896年11月29日）是一位德國風俗畫家、肖像畫家和插畫家。
沃尔策是魏瑪薩克森大公藝術學校的教授。1871年至1878年期間，他在《涼亭》（Gartenlaube）報刊上發表了大量作品。他最著名的作品之一是《煩人的紳士》（Der lästige Kavalier）。
他是建築畫家彼得·沃尔策（Peter Woltze，1860-1925年）的父親。

## 外部連結
- 维基共享资源上的相關多媒體資源：贝特霍尔德·沃尔策